# El abanderado
El abanderado es una película española de los géneros dramático e histórico estrenada en 1943. Fue dirigida por Eusebio Fernández Ardavín y protagonizada por Alfredo Mayo, Isabel de Pomés, Manolo Morán, Carlos Muñoz, Guadalupe Muñoz Sampedro, José Nieto, Raúl Cancio, José María Seoane y Julio Rey de las Heras. La cinta, con guion de Luis Fernández Ardavín y Ramón Torrado, fue producida por Suevia Films.

## Sinopsis
La película está ambientada en la época de la Guerra de la Independencia Española y describe el Levantamiento del 2 de mayo de 1808 en Madrid y los hechos que condujeron a la muerte de los capitanes Daoíz y Velarde. Tiene también una parte dramática que da cuenta de una serie de incidentes románticos que son ficticios, como el romance del teniente Torrealta con Renata, hija de un general francés.

## Reparto
- Alfredo Mayo - Teniente Javier Torrealta
- Isabel de Pomés - Renata Laroche
- Manuel Morán - Marchena
- José Nieto - Pedro Velarde
- Raúl Cancio - Luis Daoiz
- José María Seoane - Teniente Ruiz
- Julio Rey de las Heras - Espoz y Mina.
- José Jaspe - Malasaña